# Hélder Lopes (Gewerkschafter)
Hélder Lopes (* 1975; † 9. November 2017 in Dili, Osttimor), Kampfname Musso Sakala, war ein osttimoresischer Politiker und Gewerkschafter.

## Werdegang
Lopes war Präsident der Sindicato dos Trabalhadores e Camponeses Socialistas de Timor STCST (Arbeiter- und Sozialarbeitergewerkschaft Timor). Zudem war er einer der stellvertretenden Vorsitzenden der marxistisch-leninistischen Partido Socialista de Timor PST. Bei den Parlamentswahlen in Osttimor 2017 trat Lopes auf Listenplatz 14 der PST an. Die Partei scheiterte aber klar an der Vier-Prozent-Hürde.
Am 9. November 2017 verstarb Lopes an einem Herzinfarkt.

## Sonstiges
Lopes war verheiratet und hinterließ vier minderjährige Kinder.